# هوشفانغ
هوشفانغ (بالإنجليزية: Hochwang)‏ هو أحد جبال سلسلة جبال الألب بليسور ويقع في كانتون غراوبوندن في سويسرا. يحتل المرتبة رقم 315 في قائمة جبال سويسرا من حيث الارتفاع، إذ يبلغ ارتفاعه حوالي 2534 متر، بينما يبلغ ارتفاع نتوء الجبل 417 متر.